# نیروگاه هسته‌ای تسونتن‌دورف
نیروگاه هسته‌ای تسِونتن‌دورف (به آلمانی: Zwentendorf Nuclear Power Plant) (اتریش، ایالت نیدراسترایش در شهر تسونتن‌دورف، تأسیس ۱۹۷۸)، اولین نیروگاه ساخته شده در اتریش با ظرفیت تولید ۶۹۲ مگاوات که هیچ وقت به بهره‌برداری نرسید.
این نیروگاه در سال ۲۰۰۵ توسط شرکت انرژی EVN گروه خریداری و به یک مرکز آموزش امنیت تبدیل شده‌است.
در یک همه‌پرسی در ۵ نوامبر ۱۹۷۸، با ۵۰٫۴۷ درصد رای، مردم اتریش از راه‌اندازی این نیروگاه جلوگیری کردند. پس از آن هیچ نیروگاه هسته‌ای در اتریش ساخته نشد. با این حال، سه رآکتور هسته‌ای کوچک برای اهداف علمی ساخته شده و مورد استفاده قرار گرفته‌اند. اتریش از سال ۱۹۷۸ قانون منع استفاده از راکتورهای شکافت هسته‌ای را برای تولید انرژی الکتریکی وضع کرد.
ساخت این نیروگاه در آوریل ۱۹۷۲، به عنوان یک رآکتور آب جوشان با ظرفیت ۶۹۲ مگاوات برق شروع شد. هزینه‌های اولیه راه‌اندازی در حدود ۱۴ میلیارد شیلینگ اتریش، معادل ۱ میلیارد یورو امروز بود.

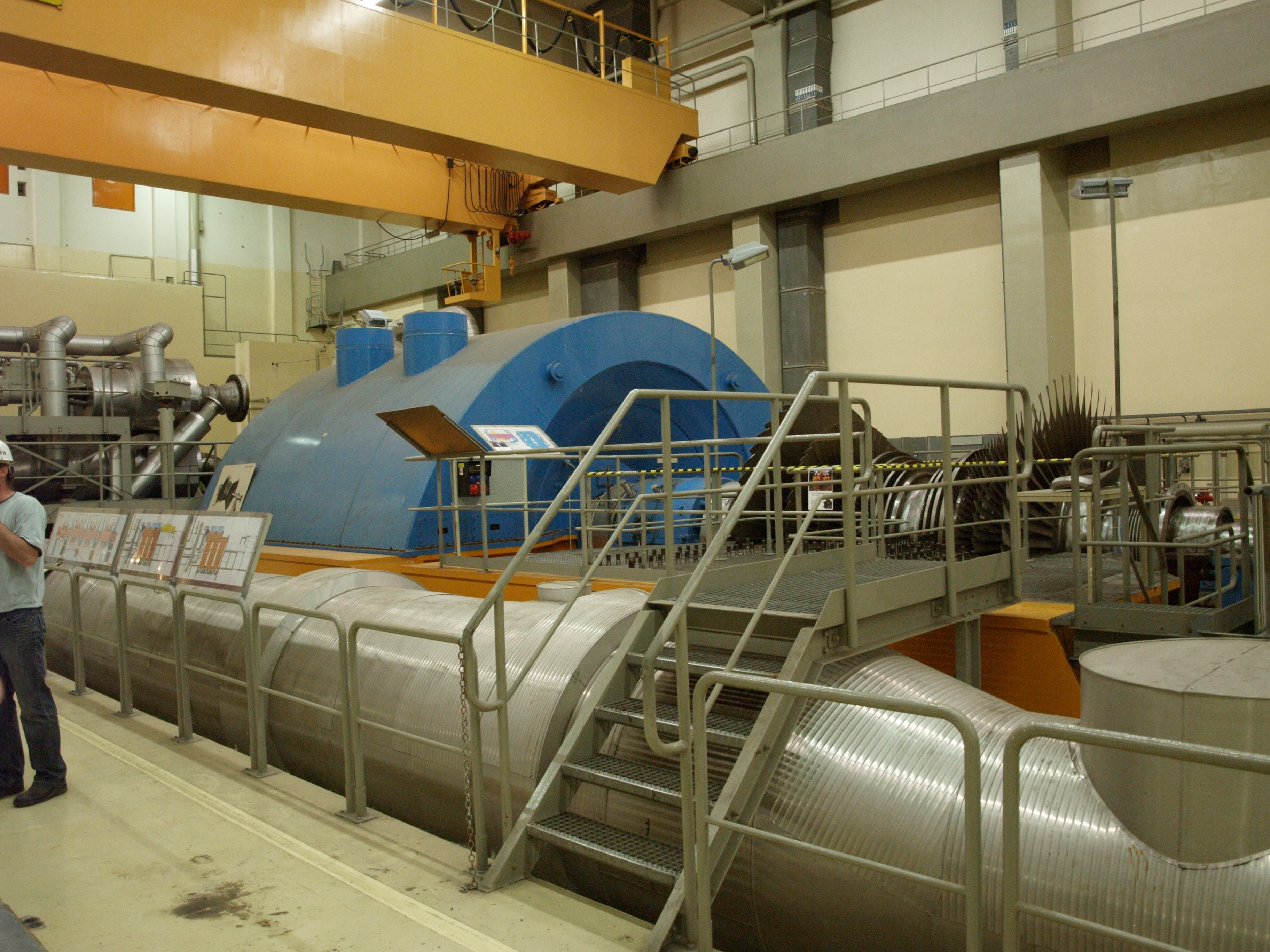
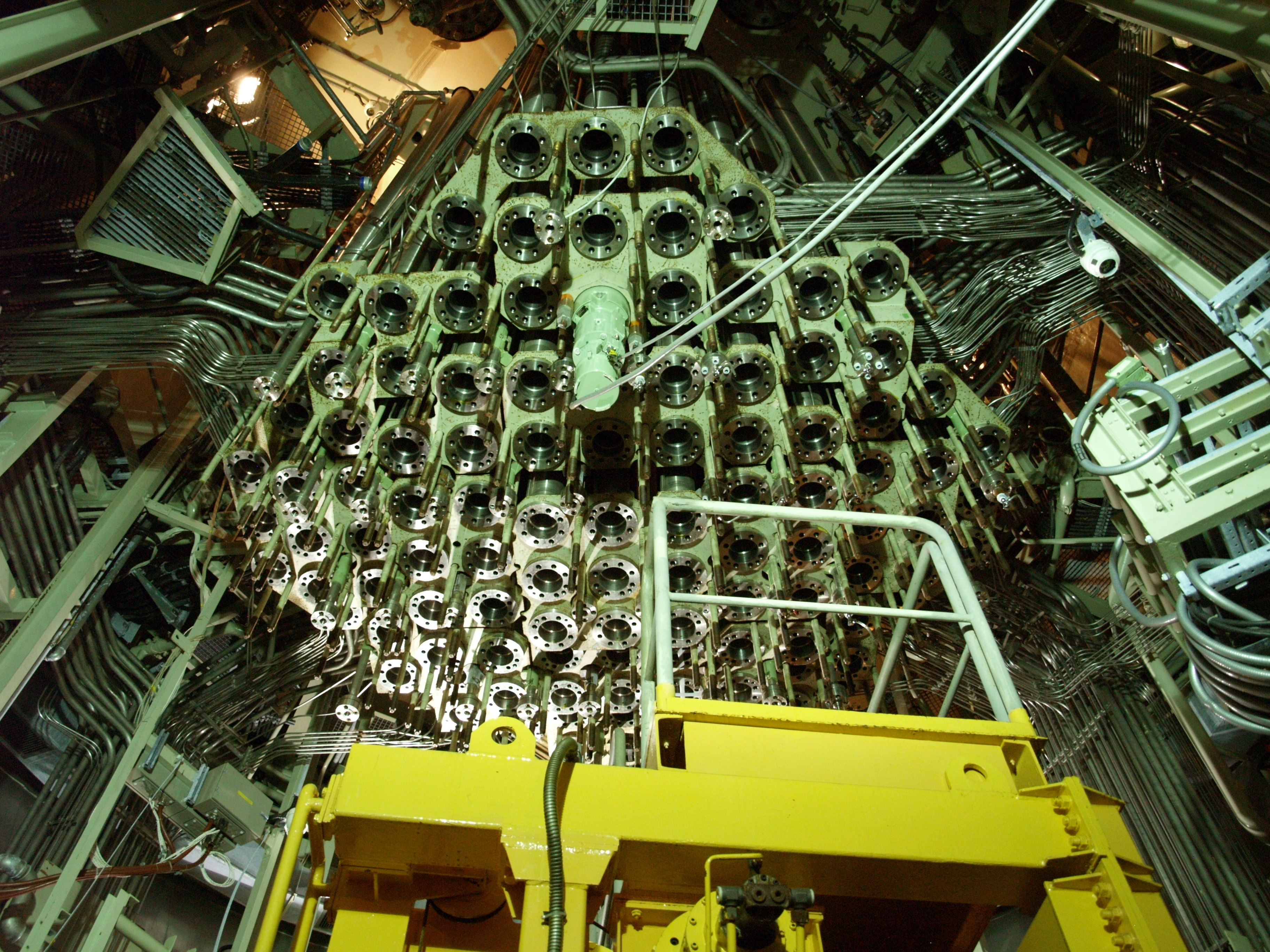